# Phó Thủ tướng thứ nhất Liên Xô
Phó Thủ tướng thứ nhất Liên Xô là phó lãnh đạo chính phủ của Liên bang Cộng hòa xã hội chủ nghĩa Xô viết (Liên Xô); mặc dù có chức danh, chức vụ và không nhất thiết phải do một cá nhân duy nhất nắm giữ. Chức vụ có ba tên gọi khác nhau trong thời gian tồn tại của Liên Xô: Phó chủ tịch thứ nhất Hội đồng Dân ủy (1923-1946), Phó chủ tịch thứ nhất Hội đồng bộ trưởng (1946-1991) và Phó thủ tướng thứ nhất Liên Xô (1991). Thuật ngữ Phó Thủ tướng thứ nhất được sử dụng bởi các nhà báo phương Tây khi viết về chức danh Phó lãnh đạo chính phủ Liên Xô.
Phó Thủ tướng thứ nhất chịu trách nhiệm về một lĩnh vực chính sách cụ thể. Ví dụ, Kirill Mazurov chịu trách nhiệm về công nghiệp, trong khi Dmitry Polyansky được giao nhiệm vụ nông nghiệp. Ngoài ra, chức vụ chịu trách nhiệm điều phối các hoạt động của các bộ, ủy ban nhà nước và các cơ quan khác trực thuộc chính phủ. Phó Thủ tướng thứ nhất sẽ đưa ra các hướng dẫn cơ quan nhà nước một cách nhanh chóng để đảm bảo việc thực hiện các kế hoạch phát triển kinh tế và xã hội và kiểm tra xem các sắc lệnh và quyết định của chính phủ có được tuân theo hay không. Nếu Thủ tướng không thể thực hiện nhiệm vụ của mình, một trong những Phó Thủ tướng thứ nhất sẽ đảm nhận vai trò là Thủ tướng cho đến khi Thủ tướng trở lại. Vào cuối những năm 1970, khi sức khỏe của Thủ tướng Alexei Kosygin xấu đi, Nikolai Tikhonov với tư cách là Phó Thủ tướng thứ nhất hành động thay mặt ông trong thời gian vắng mặt. Cuối cùng, Phó Thủ tướng thứ nhất là thành viên của Đoàn chủ tịch chính phủ, đó là cơ quan ra quyết định cao nhất.
Tổng cộng có 26 cá nhân đã nắm chức vụ này. Chức vụ đầu tiên do Valerian Kuibyshev nắm giữ vào năm 1934. Lavrentiy Beria đã nắm chức vụ trong thời gian ngắn nhất trong 113 ngày. Vyacheslav Molotov nắm giữ chức vụ trong thời gian dài nhất hơn 27 năm, và giữ vị trí trong thời gian Thủ tướng Joseph Stalin, Georgy Maksimilianovich Malenkov và Nikolai Aleksandrovich Bulganin.

## Lịch sử
Ngày 14/5/1934, theo sự đề xuất của Stalin, Chủ tịch Hội đồng Dân ủy Liên Xô Vyacheslav Molotov đã bổ nhiệm Ủy viên Bộ Chính trị Đảng Cộng sản toàn Liên bang, Chủ tịch Ủy ban Thanh tra Xô viết, Phó Chủ tịch Hội đồng Dân ủy Liên Xô, Valerian Kuybyshev làm Phó Chủ tịch thứ nhất Hội đồng Dân ủy Liên Xô với nhiệm vụ thực hiện công việc theo dõi và chỉ đạo việc thực hiện Kế hoạch 5 năm lần thứ hai vừa được Đại hội Đảng Cộng sản toàn Liên bang (bolsheviks) khóa XVII thông qua tháng 1/1934. 
Ngày 25/1/1935, Valerian Kuybyshev qua đời, việc bổ nhiệm người thay thế bị tạm hoãn do việc Stalin thực hiện chiến dịch tiêu diệt lực lượng phản cách mạng (hay còn được gọi Đại thanh trừng) kéo dài cho đến thế chiến II nổ ra.
Tháng 3/1941, Ủy viên dự khuyết Bộ Chính trị Nikolai Voznesensky được bổ nhiệm làm Phó Chủ tịch thứ nhất Hội đồng Dân ủy Liên Xô, ông được Stalin tán thành kế nhiệm Vyacheslav Molotov. 
Tháng 5/1941, Đức Quốc xã tấn công Liên Xô, để tập trung quyền lực đánh đuổi xâm lược, Stalin đã làm Chủ tịch Hội đồng Dân ủy Liên Xô thay cho Molotov, sau đó vào tháng 8/1942, bổ nhiệm Molotov làm chức danh Phó Chủ tịch thứ nhất Hội đồng Dân ủy Liên Xô phân công nhiệm vụ ngoại giao và hậu cần khí giới, Voznesensky được phân công nhiệm vụ khôi phục kinh tế khu vực giải phóng và hậu phương đồng thời làm Chủ tịch Ủy ban Kế hoạch Nhà nước Liên Xô. Từ đó trở về sau sẽ thường có 2 Phó Chủ tịch thứ nhất trong Chính phủ.

## Chức năng và nhiệm vụ
Phó Thủ tướng thứ nhất Liên Xô có nhiều tên gọi khác nhau trong từng thời kỳ, nhưng về chức năng và nhiệm vụ được Luật Hội đồng Dân ủy Liên Xô, Luật Hội đồng Bộ trưởng Liên Xô, Luật Chính phủ Liên Xô (gọi chung là Chính phủ) ban hành gồm:
- Là thành viên Đoàn Chủ tịch Chính phủ;
- Thực hiện nhiệm vụ được Thủ tướng phân công phối hợp công tác với các Bộ, Ủy ban Nhà nước, cơ quan trực thuộc Chính phủ;
- Khi Thủ tướng vẳng mặt, thực hiện nhiệm vụ của Thủ tướng.
- Thay mặt Thủ tướng ký ban hành các nghị quyết, nghị định Chính phủ theo sự phân công;
- Kiểm soát hoạt động, việc thực thi luật và các văn bản do Chính phủ ban hành, các cơ quan theo sự phân công;
- Xem xét sơ bộ các đề xuất và dự thảo nghị quyết và luật đệ trình lên Chính phủ;
- Thực hiện các nhiệm vụ và quyền hạn khác do Luật định.

## Danh sách
| Người nắm giữ                    | Người nắm giữ                                                                 | Bổ nhiệm               | Bãi nhiệm              | Nhiệm kỳ         | Thủ tướng          | Chức vụ khác khi làm Phó Thủ tướng thứ nhất                                                                                   |
| -------------------------------- | ----------------------------------------------------------------------------- | ---------------------- | ---------------------- | ---------------- | ------------------ | --- |
| Valerian Kuybyshev (1888–1935)   |                                                                               | 14 tháng năm 1934      | 25 tháng một 1935      | 256 ngày         | Vyacheslav Molotov | Chủ tịch Ủy ban Thanh tra Xô viết                                                                                             |
| Nikolai Voznesensky (1895–1950)  |                                                                               | 10 tháng ba 1941       | 15 tháng ba 1946       | 5 năm, 5 ngày    | Vyacheslav Molotov | Chủ tịch Ủy ban Kế hoạch Nhà nước                                                                                             |
| Nikolai Voznesensky (1895–1950)  | Joseph Stalin                                                                 | 10 tháng ba 1941       | 15 tháng ba 1946       | 5 năm, 5 ngày    |                    | Chủ tịch Ủy ban Kế hoạch Nhà nước                                                                                             |
| Vyacheslav Molotov (1890–1986)   | A man in a dark suit, light shirt and dark tie, smiling                       | 16 tháng tám 1942      | 29 tháng sáu 1957      | 11 năm, 106 ngày | Joseph Stalin      | Bộ trưởng Bộ Ngoại giao Liên Xô                                                                                               |
| Vyacheslav Molotov (1890–1986)   | A man in a dark suit, light shirt and dark tie, smiling                       | 16 tháng tám 1942      | 29 tháng sáu 1957      | 11 năm, 106 ngày | Georgy Malenkov    | Bộ trưởng Bộ Ngoại giao Liên Xô                                                                                               |
| Vyacheslav Molotov (1890–1986)   | A man in a dark suit, light shirt and dark tie, smiling                       | 16 tháng tám 1942      | 29 tháng sáu 1957      | 11 năm, 106 ngày | Nikolai Bulganin   | Bộ trưởng Bộ Ngoại giao Liên Xô                                                                                               |
| Nikolai Bulganin (1895–1975)     | A man in a dark suit, standing in front of a white wall, looking to his right | 7 tháng tư 1950        | 8 tháng hai 1955       | 4 năm, 307 ngày  | Joseph Stalin      | Bộ trưởng Bộ Quốc phòng Liên Xô                                                                                               |
| Nikolai Bulganin (1895–1975)     | A man in a dark suit, standing in front of a white wall, looking to his right | 7 tháng tư 1950        | 8 tháng hai 1955       | 4 năm, 307 ngày  | Georgy Malenkov    | Bộ trưởng Bộ Quốc phòng Liên Xô                                                                                               |
| Lavrentiy Beria (1899–1953)      |                                                                               | 5 tháng ba 1953        | 26 tháng sáu 1953      | 113 ngày         | Georgy Malenkov    | Bộ trưởng Bộ Nội vụ Liên Xô                                                                                                   |
| Lazar Kaganovich (1893–1991)     |                                                                               | 5 tháng ba 1953        | 29 tháng sáu 1957      | 4 năm, 141 ngày  | Georgy Malenkov    | Bộ trưởng Bộ Công nghiệp Vật liệu Xây dựng Liên Xô Chủ tịch Ủy ban Nhà nước Lao động và tiền lương Hội đồng Bộ trưởng Liên Xô |
| Lazar Kaganovich (1893–1991)     | Nikolai Bulganin                                                              | 5 tháng ba 1953        | 29 tháng sáu 1957      | 4 năm, 141 ngày  |                    | Bộ trưởng Bộ Công nghiệp Vật liệu Xây dựng Liên Xô Chủ tịch Ủy ban Nhà nước Lao động và tiền lương Hội đồng Bộ trưởng Liên Xô |
| Lazar Kaganovich (1893–1991)     | Nikita Khrushchev                                                             | 5 tháng ba 1953        | 29 tháng sáu 1957      | 4 năm, 141 ngày  |                    | Bộ trưởng Bộ Công nghiệp Vật liệu Xây dựng Liên Xô Chủ tịch Ủy ban Nhà nước Lao động và tiền lương Hội đồng Bộ trưởng Liên Xô |
| Anastas Mikoyan (1895–1978)      |                                                                               | 28 tháng hai 1955      | 15 tháng bảy 1964      | 9 năm, 138 ngày  | Nikolai Bulganin   | — |
| Anastas Mikoyan (1895–1978)      | Nikita Khrushchev                                                             | 28 tháng hai 1955      | 15 tháng bảy 1964      | 9 năm, 138 ngày  |                    | — |
| Mikhail Pervukhin (1904–1974)    |                                                                               | 28 tháng hai 1955      | 5 tháng bảy 1957       | 2 năm, 127 ngày  | Nikolai Bulganin   | Chủ tịch Ủy ban Kinh tế Nhà nước về kế hoạch kinh tế hiện thời                                                                |
| Maksim Saburov (1900–1977)       | —                                                                             | 28 tháng hai 1955      | 5 tháng bảy 1957       | 2 năm, 127 ngày  | Nikolai Bulganin   | Chủ tịch Ủy ban Kế hoạch Nhà nước Liên Xô                                                                                     |
| Joseph Kuzmin (1910–1996)        | —                                                                             | 28 tháng hai 1955      | 5 tháng bảy 1957       | 2 năm, 127 ngày  | Nikolai Bulganin   | Chủ tịch Ủy ban Kế hoạch Nhà nước Liên Xô                                                                                     |
| Frol Kozlov (1908–1965)          | —                                                                             | 31 tháng ba 1958       | 4 tháng năm 1960       | 2 năm, 34 ngày   | Nikita Khrushchev  | Chủ tịch Ủy ban Kế hoạch Nhà nước Liên Xô                                                                                     |
| Alexei Kosygin (1904–1980)       | A man in a dark suit, seated, in discussion with someone to his left          | 4 tháng năm 1960       | 15 tháng mười 1964     | 4 năm, 164 ngày  | Nikita Khrushchev  | — |
| Dmitriy Ustinov (1908–1984)      |                                                                               | 13 tháng ba 1963       | 26 tháng ba 1965       | 2 năm, 13 ngày   | Nikita Khrushchev  | — |
| Dmitriy Ustinov (1908–1984)      | Alexei Kosygin                                                                | 13 tháng ba 1963       | 26 tháng ba 1965       | 2 năm, 13 ngày   |                    | — |
| Kirill Mazurov (1914–1989)       | —                                                                             | 26 tháng ba 1965       | 28 tháng mười một 1978 | 13 năm, 247 ngày | Alexei Kosygin     | Bí thư thứ nhất Đảng Cộng sản Byelorussia                                                                                     |
| Dmitry Polyansky (1917–2001)     | —                                                                             | 2 tháng mười 1965      | 2 tháng hai 1973       | 7 năm, 123 ngày  | Alexei Kosygin     | — |
| Nikolai Tikhonov (1905–1997)     | —                                                                             | 2 tháng chín 1976      | 23 tháng mười 1980     | 4 năm, 51 ngày   | Alexei Kosygin     | — |
| Ivan Arkhipov (1907–1998)        | —                                                                             | 27 tháng mười 1980     | 4 tháng mười 1986      | 5 năm, 342 ngày  | Nikolai Tikhonov   | — |
| Ivan Arkhipov (1907–1998)        | —                                                                             | 27 tháng mười 1980     | 4 tháng mười 1986      | 5 năm, 342 ngày  | Nikolai Ryzhkov    | — |
| Heydar Aliyev (1923–2003)        | A man in a dark suit with a red tie standing in front of the Azerbaijani flag | 24 tháng mười một 1982 | 23 tháng mười 1987     | 4 năm, 333 ngày  | Nikolai Tikhonov   | Bí thứ thứ nhất Đảng Cộng sản Azerbaijan                                                                                      |
| Heydar Aliyev (1923–2003)        | A man in a dark suit with a red tie standing in front of the Azerbaijani flag | 24 tháng mười một 1982 | 23 tháng mười 1987     | 4 năm, 333 ngày  | Nikolai Ryzhkov    | Bí thứ thứ nhất Đảng Cộng sản Azerbaijan                                                                                      |
| Andrei Gromyko (1909–1989)       | A man in a dark suit, seated, looking to his left                             | 24 tháng ba 1983       | 2 tháng bảy 1985       | 2 năm, 100 ngày  | Nikolai Tikhonov   | Bộ trưởng Bộ Ngoại giao Liên Xô                                                                                               |
| Nikolai Talyzin (1929–1991)      | —                                                                             | 14 tháng mười 1985     | 1 tháng mười 1988      | 2 năm, 353 ngày  | Nikolai Ryzhkov    | Chủ tịch Ủy ban Kế hoạch Nhà nước Liên Xô                                                                                     |
| Vsevolod Murakhovski (1926–2017) | —                                                                             | 1 tháng mười một 1985  | 7 tháng sáu 1989       | 3 năm, 218 ngày  | Nikolai Ryzhkov    | Chủ tịch Ủy ban Nhà nước Nông nghiệp                                                                                          |
| Yuri Maslyukov (1937–2010)       | —                                                                             | 5 tháng hai 1988       | 26 tháng 12 năm 1990   | 2 năm, 324 ngày  | Nikolai Ryzhkov    | Chủ tịch Ủy ban Kế hoạch Nhà nước Liên Xô                                                                                     |
| Lev Voronin (1928–2006)          | —                                                                             | 17 tháng bảy 1989      | 26 tháng 12 năm 1990   | 1 năm, 162 ngày  | Nikolai Ryzhkov    | — |
| Vladilen Nikitin (sinh 1936)     | —                                                                             | 27 tháng bảy 1989      | 30 tháng tám 1990      | 1 năm, 34 ngày   | Nikolai Ryzhkov    | — |
| Vladimir Velichko (sinh 1937)    | —                                                                             | 15 tháng một 1991      | 26 tháng mười một 1991 | 315 ngày         | Valentin Pavlov    | Bộ trưởng Bộ Xây dựng Công nghiệp nặng                                                                                        |
| Vladimir Velichko (sinh 1937)    | —                                                                             | 15 tháng một 1991      | 26 tháng mười một 1991 | 315 ngày         | Ivan Silayev       | Bộ trưởng Bộ Xây dựng Công nghiệp nặng                                                                                        |
| Vitaly Doguzhiyev (1935 - 2016)  | —                                                                             | 15 tháng một 1991      | 26 tháng mười một 1991 | 315 ngày         | Valentin Pavlov    | — |
| Vitaly Doguzhiyev (1935 - 2016)  | —                                                                             | 15 tháng một 1991      | 26 tháng mười một 1991 | 315 ngày         | Ivan Silayev       | — |
| Vladimir Shcherbakov (sinh 1949) | —                                                                             | 16 tháng năm 1991      | 26 tháng mười một 1991 | 194 ngày         | Valentin Pavlov    | — |
| Vladimir Shcherbakov (sinh 1949) | —                                                                             | 16 tháng năm 1991      | 26 tháng mười một 1991 | 194 ngày         | Ivan Silayev       | — |